# Александр Дюма (син)
Алекса́ндр Дюма́-син (фр. Alexandre Dumas, fils) (27 липня 1824 — 27 листопада 1895) — французький письменник (драматург, прозаїк, поет), член Французької академії з 1874.

## Життєпис
Позашлюбний син письменника Александра Дюма-батька і кравчині Катрін Лабе.
У віці семи років його всиновив батько, а до того Дюма-син мешкав із матір'ю в Парижі.
По усиновленню батько віддає сина до пансіону, де той зазнає знущань через незаконне народження.

## Твори
1847 року написано збірку віршів «Гріхи юності». 1848 — роман «Дама з камеліями», навіяний його стосунками з куртизанкою Альфонсиною Плессі, котра називала себе Марі дю Плессі й померла від сухот 1847 року, як і героїня роману Маргарита Готьє. Александр дізнався про її смерть лише після приїзду до Парижа. На сюжет роману Джузеппе Верді написав оперу «Травіата» і через це дуже посварився з автором, бо не просив у того дозволу на використання сюжету. 1852 року вперше поставлено п'єсу «Дама з камеліями», котра одразу стала популярною — це доводить те, що роль Маргарити Готьє грали такі великі акторки, як Елеонора Дузе чи Сара Бернар.

## Переклади українською
Александр Дюма-син. Дама з камеліями./Переклад Якубяка М. — Л.: Піраміда, 2009. ISBN 978-966-441-139-1